# Списък на фигурите в Анатомията на Грей: X. Сетива
Фигурите по-долу се срещат в глава X-та: Сетива от Анатомията на Грей (версия от 1918 г.)

## The peripheral organs of thespecial senses

### Органинавкуса(Тема 222)
- Фигура 850
- Фигура 851

### Органинаобонянието(Тема 223)
- Фигура 852
- Фигура 853
- Фигура 854
- Фигура 855
- Фигура 856
- Фигура 857
- Фигура 858
- Фигура 859
- Фигура 860
- Фигура 861
- Фигура 862

### Органиназрението(Тема 224)
- Фигура 863
- Фигура 864
- Фигура 865
- Фигура 866
- Фигура 867
- Фигура 868

#### The tunics of the eye (Тема 225)
- Фигура 869
- Фигура 870
- Фигура 871
- Фигура 872
- Фигура 873
- Фигура 874
- Фигура 875
- Фигура 876
- Фигура 877
- Фигура 878
- Фигура 879
- Фигура 880
- Фигура 881
- Фигура 882

#### The refracting media (Тема 226)
- Фигура 883
- Фигура 884
- Фигура 885
- Фигура 886
- Фигура 887

#### The accessory organs of theeye(Тема 227)
- Фигура 888
- Фигура 889
- Фигура 890
- Фигура 891
- Фигура 892
- Фигура 893
- Фигура 894
- Фигура 895
- Фигура 896
- Фигура 897

### Органинаслуха(Тема 228)
- Фигура 898
- Фигура 899
- Фигура 900
- Фигура 901
- Фигура 902
- Фигура 903

#### Theexternal ear(Тема 229)
- Фигура 904
- Фигура 905
- Фигура 906
- Фигура 907
- Фигура 908

#### Themiddle earortympanic cavity(Тема 230)
- Фигура 909
- Фигура 910
- Фигура 911
- Фигура 912
- Фигура 913
- Фигура 914
- Фигура 915

#### The auditoryossicles(Тема 231)
- Фигура 916
- Фигура 917
- Фигура 918
- Фигура 919

#### Theinternal earorlabyrinth(Тема 232)
- Фигура 920
- Фигура 921
- Фигура 922
- Фигура 923
- Фигура 924
- Фигура 925
- Фигура 926
- Фигура 927
- Фигура 928
- Фигура 929
- Фигура 930
- Фигура 931
- Фигура 932
- Фигура 933

### Peripheral terminations of nerves of general sensations (Тема 233)
- Фигура 934
- Фигура 935
- Фигура 936
- Фигура 937
- Фигура 938
- Фигура 939

## The commonintegument(Тема 234)
- Фигура 940
- Фигура 941
- Фигура 942
- Фигура 943
- Фигура 944
- Фигура 945
- Фигура 946